# Историја пороте
Историја пороте везује се пре свега за Енглеску и средњи век.
О настанку пороте у Енглеској постоји више теорија. Постојала је раније теорија по којој је настанак пороте везан за законодавну делатност, односно да је порота уведена одређеним законским актима. Такво становиште је данас одбачено, и преовлађује став да је порекло енглеске пороте у ранијим племенским правима. Истраживања су утврдила да није постојао утицај келтског права, те се утицај пре свега своди на франачко-норманско право.
Увођење претече пороте везује се за норманско освајање Енглеске 1066. године. Нормани, пореклом Викинзи са севера Европе, прихватили су франачке правне тековине. Тако је у Енглеску донет институт доказне пороте, али требало би имати у виду да постоји реална могућност да је тај институт већ и био познат код англо-саксонског, германског становништва. У сваком случају, доказна порота имала је битно друкчију улогу од данашње која је пресуђујућа. Доказна порота је била доказно средство, а сачињавали су је сведоци које су позивале саме странке како би доказале своје наводе, заклињањем да је тврдња тачна. Коришћена је пре свега у гра-ђанским поступцима, нарочито у погледу власништва, а број “поротника” је могао варирати, али је углавном био установљен на 12, као и у франачком праву. У случају да је оптужени познат као особа лошег карактера, број потребних сведока-поротника који су морали да се закуну био је 36.
Постојало је више случајева где се поротно доказно средство није могло користити па је ту примењиван “божји суд”, ирационално доказно средство чији су облици испољавања били разноврсни и најчешће окрутни (прислањање врелог гвожђа на длан, вађење предмета из кључале воде, бацање оптуженог у воду и др.). Било је у одређеним случајевима и примене судског двобоја – правог оружаног двобоја, од чијег је исхода зависио и исход спора. И ово се сматрало једним обликом божјег суда јер се сматрало да и Бог одлучује о исходу битке. Кривични поступци су сматрани посебно погодним за примену разних облика божјих судова.
Нехуманост оваквог начина суђења довела је до реакције народа и захтева за његовим укидањем. На то је реаговала и католичка црква, укинувши божје судове одлукама Латеранских сабора из 1215. године. То је био разлог да се доказна порота пренесе и у кривичне поступке, где је временом постала незаобилазна.
Процес прерастања доказне пороте у пресуђујућу био је дуготрајан, а важан моменат који објашњава еволуцију је и пропис енглеског парламента из 1352. године по којем у пороти која одлучује о кривици (пресуђујућа) не могу седети поротници који служе за доказивање. Ово показује да два типа пороте још увек коегзистирају са тенденцијом све мање примене доказне пороте. Од значаја је и Вестминстерски статут из 1275. године којим је прописано да особа која не пристане на поротно суђење бива заточена под тешким условима, што је укинуто тек 1827. године и замењено претпоставком кривице осуђеног у таквом случају. Коначан прелаз са доказне на пресуђујућу пороту десио се тек у новом веку када је 1650. године пресуђујућа порота постала једина. Чињенице су изношене пред 12 поротника коју су давали своју одлуку о њима. Такав систем опстаје, у свим битним елементима, до данас.
Порота се даље ширила са британским колонијалним освајањима, а остала је саставни део правосудног система великог броја земаља бивше Британске империје.